# 二重の虹/最高!
『二重の虹（ダブル レインボウ）/最高（さあ行こう）！』は、Poppin'Partyの10thシングルであり、2018年7月11日に発売された。
今作の表題曲のひとつである「最高！」はテレビアニメ『フューチャーカード 神バディファイト』オープニングテーマに起用されており、メンバーの西本りみが同番組の主人公・末門友牙の弟である末門晴役、愛美がアマテラス役でそれぞれ出演している。
通常盤（BRMM-10126）とBlu-ray付生産限定盤（BRMM-10125）の二種類がリリースされる。Blu-rayには「ティアドロップス」のミュージックビデオとテレビアニメ第1期2018年再放送版エンディングのノンクレジット映像、2018年1月13日から14日に開催されたイベント『ガルパライブ』でのPoppin'Party出演分が収録される。
また、初回生産特典として、オリジナルキャラステッカー（全6種の内ランダムで1枚）のほか、本バンド結成3周年記念キャンペーンの抽選券が封入される。

## 収録曲
生産限定盤・通常盤共通
全作詞：中村航
1. 二重の虹（ダブル レインボウ）
  - 作曲・編曲：菊田大介*

2. 最高（さあ行こう）！
  - 作曲・編曲：藤田淳平*

3. 二重の虹（instrumental）
4. 最高！（instrumental）

Blu-ray（生産限定盤のみ）
1. 「ティアドロップス」MV
2. TVアニメ「BanG Dream!」再々放送新ED「ティアドロップス」ノンクレジットVer.
3. Poppin'Party ガルパライブ（2018年1月13日、東京ビッグサイト）
4. Poppin'Party ガルパライブ（2018年1月14日、東京ビッグサイト）

## パフォーマンス
「BanG Dream! 7th☆LIVE」の一環として2019年2月23日に日本武道館で開催された「DAY3:Poppin’Party“Jumpin' Music♪”」において、「二重の虹」は最初の曲として演奏された。
中里キリはアキバ総研に寄せたイベントレポートの中で、同楽曲のキーボードパートの難度が高いとしつつも、ソロを奏でる伊藤に頼もしさを感じたと振り返っている。また、愛美が「虹を渡る」のフレーズに合わせる形で、客席に向けた指先を横に流して虹のアーチを描く場面もあった。

## チャート成績
発売日である7月11日付のオリコンデイリーランキングでは3位、同日付のiTunes総合ランキングにおいて「二重の虹」が1位を記録した。オリコン週間ランキングでは4位となり、本バンド初のトップ5入りとなると共に過去最高位を更新した。

## プロジェクト外作品での使用例
2019年6月に『少女☆歌劇 レヴュースタァライト ‐Re LIVE‐』にて行われた『BanG Dream』とのコラボイベントにて、「二重の虹」がレヴュー楽曲として収録された。